# Kenny Vaccaro
Kenneth Dwayne Vaccaro (* 15. Februar 1991 in Brownwood, Texas) ist ein ehemaliger US-amerikanischer American-Football-Spieler in der National Football League (NFL). Er spielte von 2018 bis 2020 für die Tennessee Titans als Safety. Zuvor war er bei den New Orleans Saints unter Vertrag.

## College
Vaccaro besuchte die University of Texas at Austin und spielte für deren Team, die Longhorns, an verschiedenen Positionen in der Secondary College Football.

## NFL

### New Orleans Saints
Beim NFL Draft 2013 wurde er in der 1. Runde als insgesamt 15. von den New Orleans Saints ausgewählt. In seiner Rookie-Saison kam er in 14 Partien als Starting-Safety zum Einsatz, bevor er sich wegen eines gebrochenen Knöchels einer Operation unterziehen musste.
Seine zweite Saison schien beinahe auch seine letzte zu sein. Nach sehr mäßigen Leistungen – das Fachportal Pro Football Focus, das alle Spieler statistisch erfasst, listete ihn als 84. unter 86 Safeties der Liga – sollte er bereits ausgemustert werden, konnte sich aber doch noch im Team halten.
War die Saison 2015 für die Defense der Saints zwar wieder verheerend – sie blieb die schlechteste der ganzen NFL – konnte sich zumindest Vaccaro selbst stark verbessern und erstmals während einer Saison mehr als 100 Tackles setzen.
Anfang November 2016 sprach die NFL eine Sperre von vier Spielen aus, da er positiv auf Amphetamin getestet wurde. Nachdem er von einer angekündigten Berufung Abstand nahm, trat er im Dezember seine Strafe an.
2017 spielte er stark, so gelangen ihm 3 Interceptions und sieben Passverteidigungen, die Spielzeit war für ihn aber verletzungsbedingt nach 11 Spielen zu Ende.

### Tennessee Titans
Nachdem Johnathan Cyprien, der Starting Strong Safety, mit einem Kreuzbandriss längere Zeit ausfiel, nahmen die Tennessee Titans Vaccaro Anfang August 2018 unter Vertrag. 2018 kam er in 13 Spielen zum Einsatz, wobei ihm 58 Tackles gelangen.
Im März 2019 erhielt er einen Vierjahresvertrag in der Höhe von 26 Millionen US-Dollar, 11,5 davon garantiert.
Nach der Saison 2020 entließen die Titans Vaccaro. Am 1. Dezember 2021 beendete er seine Karriere.